# Конні Мак III
Корнеліус Александр Макгіллікадді III (англ. Cornelius Alexander McGillicuddy III; нар. 29 жовтня 1940, Філадельфія, Пенсільванія) — американський політик-республіканець. Він представляв 13-й округ штату Флорида у Палаті представників США з 1983 по 1989, сенатор США з 1989 по 2001. Вважався потенційним кандидатом у віце-президенти у 1996 і 2000.
У 1966 році він отримав ступінь бакалавра в Університеті Флориди. Його дід, Конні Мак, був гравцем у бейсбол, менеджером і власником Philadelphia Athletics. Він є батьком політика Конні Мака IV. Католик.